# Shawn Jefferson
Vanchi LaShawn Jefferson, detto Shawn (Jacksonville, 22 febbraio 1969), è un ex giocatore di football americano e allenatore di football americano statunitense che ha militato nel ruolo di wide receiver nella National Football League (NFL).

## Carriera
Jefferson fu scelto dagli Houston Oilers nel corso del nono giro (240º assoluto) del Draft NFL 1991 ma non scese mai in campo con la squadra. Firmò invece con i San Diego Chargers con cui passò cinque stagioni, diventando stabilmente titolare nel 1994, anno in cui raggiunse il suo primo Super Bowl, perso contro i San Francisco 49ers. Nel 1996 passò ai New England Patriots con cui raggiunse subito il secondo Super Bowl, questa volta perso contro i Green Bay Packers, in cui partì come titolare. Nel 1999 ebbe un primato personale di 6 touchdown su ricezione. L'anno seguente passò agli Atlanta Falcons con cui ebbe subito un record in carriera di 822 yard ricevute. Chiuse la carriera disputando 7 partite nel 2003 con i Detroit Lions. In totale disputò 195 partite nella stagione regolare e altre 12 nei playoff. In seguito divenne un assistente allenatore nella NFL.

## Palmarès
- American Football Conference Championship: 1

San Diego Chargers: 1994
New England Patriots: 1996

## Famiglia
È il padre del ricevitore Van Jefferson dei Los Angeles Rams.